# Xã Quinby, Quận Kidder, Bắc Dakota
Xã Quinby (tiếng Anh: Quinby Township) là một xã thuộc quận Kidder, tiểu bang Bắc Dakota, Hoa Kỳ. Năm 2010, dân số của xã này là 7 người.